# 北海道道317号中美生芽室線
北海道道317号中美生芽室線（ほっかいどうどう317ごう ちゅうびせいめむろせん）は、北海道芽室町内を結ぶ一般道道である。

## 概要

### 路線データ
- 起点：北海道河西郡芽室町美生（北海道道55号清水大樹線交点）
- 終点：北海道河西郡芽室町東三条南1丁目（北海道道62号豊頃糠内芽室線交点）
- 総延長：5.8km

## 歴史
- 1957年（昭和32年）7月25日 - 295号として路線認定[1]。
- 1994年（平成6年）10月1日 - 路線番号を317号に変更[2]。

## 地理

### 通過する自治体
- 十勝総合振興局
  - 河西郡芽室町

### 主な接続道路
芽室町
- 北海道道55号清水大樹線 - 美生（起点）
- 北海道道62号豊頃糠内芽室線 - 東三条南1丁目（終点）